# حقل بيبي حكيمة النفطي
حقل بيبي حكيمه النفطي هو خزان نفط يقع في منطقة بيبي حكيمه [الإنجليزية]، ضمن كهغيلويه وبوير أحمد، إيران. يقع الحقل على بُعد 210 كيلومترات (130 ميلًا) جنوب شرق الأهواز. وقد تم اكتشافه سنة 1961، وبدأ إنتاج النفط منه منذ عام 1963. في سنة 2018، بلغ إنتاجه النفطي 120,000 برميل لكل يوم (19,000 م3/ي) يوميًا. الحقل مملوك للدولة وتديره الشركة الوطنية الإيرانية للنفط (NIOC)، بينما تتولى تشغيله الشركة الوطنية الإيرانية لنفط الجنوب (NISOC).

## الأهمية المجتمعية والثقافية
تُعرف منطقة بيبي حكيمه بضريح الإمامزاده بيبي حكيمه، وهو موقع ديني بارز في جنوب إيران. يُنسب الضريح إلى بيبي حكيمه، ابنة الإمام السابع الشيعي موسى الكاظم وأخت الإمام الثامن علي الرضا، ويُعتبر من المواقع المقدسة المهمة. شُيِّد الضريح داخل كهف طبيعي في جبال زاغروس، ويتميّز بجدرانه الحجرية وقبته المعمارية التي تعكس طراز العمارة الإيرانية التقليدية. يُعد الضريح مقصدًا للحج، ويجذب زوارًا من مختلف أنحاء إيران ومن دول مجاورة مثل الكويت، البحرين، الإمارات العربية المتحدة، قطر، لبنان، العراق، السعودية، وسوريا.
تقع القرية ضمن نطاق الناحية الريفية لبيبي حكيمه، ويقع مركزها الإداري في بابا كَلان. ووفقًا لتعداد عام 2006، بلغ عدد سكان بيبي حكيمه 134 نسمة ضمن 25 عائلة.
وإلى جانب أهميتها الدينية، تشتهر المنطقة أيضًا بحقل بيبي حكيمه النفطي، الذي يُعد من أكبر الحقول البرية في إيران. وقد تم اكتشاف الحقل عام 1961 وبدأ إنتاجه في عام 1963، وهو يُساهم بشكل كبير في إنتاج النفط الإيراني.